# República de Kosovo (1990-2000)
La República de Kosovo (albanés: República e Kosovës), durante el periodo de 1990 a 2000, fue un Estado no reconocido proclamado por la mayoría albanesa étnica de Kosovo en respuesta a la pérdida de autonomía impuesta por Serbia. No existió como país oficial, pero funcionó como una estructura paralela de gobierno en oposición al régimen serbio, en el marco de un fuerte conflicto político y étnico en los Balcanes.

## Historia

### Proclamación de la República de Kosovo
La Provincia Autónoma Socialista de Kosovo fue establecida en 1974 con un alto grado de autonomía dentro de la República Socialista de Serbia. Esta autonomía se redujo debido a las modificaciones constitucionales en 1989, dando lugar a protestas masivas por los albanokosovares, muchos de los cuales fueron detenidos por las autoridades yugoslavas. Esto dio lugar a una declaración de estado de emergencia en febrero de 1990 y la renuncia de la Diputación Foral de Ministros en mayo. El gobierno serbio promulgó una serie de leyes que prohibían a los albaneses comprar o vender propiedades, suspendió el idioma albanés de los medios de comunicación, y despidió a miles de empleados públicos. A finales de junio, los miembros albaneses de la asamblea provincial propusieron una votación para decidir la formación de una república independiente. El presidente (serbio) de la asamblea detiene inmediatamente la propuesta, comprometiéndose a reabrir la asamblea el 2 de julio, que había sido aplazada.
El 2 de julio, la gran mayoría de los miembros albaneses de la Asamblea Provincial se presentaron en la Asamblea, que fue bloqueada, por lo cual realizaron la votación en la calle a favor de formar la República de Kosovo dentro de la federación yugoslava. El gobierno serbio respondió disolviendo la Asamblea y el Gobierno de Kosovo. Eliminaron cualquier forma de autonomía restante. El gobierno serbio pasó otra ley sobre las "relaciones laborales" que dispararon otros 80.000 trabajadores albaneses. Étnicos albaneses miembros de la ahora disuelta oficialmente Asamblea de Kosovo, se reunieron en secreto en Kačanik el 7 de septiembre y declararon una República de Kosovo, en el que las leyes de Yugoslavia sólo serían válidas si eran compatibles con la Constitución de la República. La asamblea pasó a declarar que la República de Kosovo era un estado soberano e independiente el 22 de septiembre de 1992. Esta declaración fue aprobada por un referéndum no oficial celebrada unos días más tarde. Autoridades serbias reaccionaron ante lo ocurrido, y buscaron capturar y enjuiciar a los participantes en la asamblea.

### Las estructuras paralelas
Albaneses de Kosovo organizaron un movimiento separatista pacífico, creando una serie de estructuras paralelas en la educación, la asistencia médica y los impuestos.

### La intervención de la OTAN y disolución
La campaña, liderada por el Ejército de Liberación de Kosovo (Kosovo Liberation Army, KLA), continuó en enero de 1999 y atrajo la atención de la prensa mundial por la masacre de Racak, los asesinatos en masa de albaneses por fuerzas de seguridad serbias. Una conferencia internacional se celebró en Rambouillet, Francia a finales de la primavera y dio lugar a un acuerdo de paz (el Acuerdo de Rambouillet), que fue aceptado por el lado de etnia albanesa, pero rechazada por el Gobierno de Yugoslavia. El fracaso de las conversaciones de Rambouillet provocó una campaña aérea de la OTAN contra la República Federativa de Yugoslavia que duró desde el 24 de marzo hasta el 11 de junio, cuando las autoridades yugoslavas firmaron un acuerdo militar-técnico que permitía fuerzas de paz de la OTAN (KFOR) y una misión civil internacional (MINUK) a entrar en Kosovo. MINUK asumió el control ejecutivo, legislativo y judicial de Kosovo y se ejerce a través de una Representante Especial del Secretario General. Un Consejo de Transición de Kosovo fue establecido para permitir que los dirigentes políticos de Kosovo y de la comunidad estuvieran representados en las decisiones. El KLA fue disuelto y reemplazado por el Cuerpo de Protección de Kosovo, una organización civil con armas ligeras para respuesta de emergencia. La República de Kosovo fue abolida formalmente cuando sus instituciones fueron reemplazadas por las instituciones de la Estructura Administrativa Provisional Conjunta establecida por la MINUK.

## Líderes políticos de Kosovo
| Presidente     | Presidente |
| Mandatario     | Periodo    |
| -------------- | ---------- |
| Ibrahim Rugova | 1992-1999  |

| Primer ministro  | Primer ministro |
| Mandatario       | Periodo         |
| ---------------- | --------------- |
| Jusuf Zejnullahu | 1990-1991       |
| Bujar Bukoshi    | 1991-1999       |